# Essjay事件

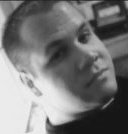
事件主角Essjay

Essjay事件（英語：Essjay controversy）是英文維基百科於2007年2月下旬爆發的醜聞，再次引起外界質疑維基百科內容的可靠性。
2006年7月，美國《紐約客》雜誌刊登了一篇關於維基百科的文章，大英百科總裁豪爾赫·考茲與維基百科創立人吉米·威爾士在此就維基百科的未來各抒己見。同一文章訪問了一位用戶名為Essjay的英語維基百科管理員，他在英語維基百科的編輯次數超過一萬次，主要編輯與宗教相關的條目。內文稱他是一所私立大學的宗教教授，及擁有哲學博士（神學）及教會法規博士學位，先前他在自己的維基百科用戶頁也自稱擁有以上學術資格，但是实际上他只是肯塔基州一个社区学院的学生。

## 《纽约客》杂志的采访
曾获普利策奖的记者斯泰西·希夫（Stacy Schiff），在被Essjay告知其是一位维基媒体基金会成员后，曾采访他，而采访内容也作为一篇维基百科条目（"know it all", July 31, 2006）的参考来源。
《纽约客》杂志中提到，“Essjay只愿意提及自己在维基百科做管理员的工作，但是却不愿意提及自己在用户页上所写的个人描述的细节”。他描述自己在学院里的经历包括获得了两个博士学位，文章中说Essjay每天花14个小时以上时间在维基百科上，但把自己的网上生活对同事和朋友保密。Essjay被描述成经常带自己的笔记本电脑去教室，以使自己在班上做测验时可以与其他维基人保持沟通。不久后，Essjay在自己的用户页上评论说自己愚弄Schiff“演了一出好戏”。

## 真实身份被揭露
Essjay在2007年1月被Wikia聘用，並宣稱本名為瑞安·喬登（Ryan Jordan），在2月被吉米·威爾士任命為英語維基百科仲裁委員會成員。到了2月下旬，《紐約客》在它的網站上為2006年7月的文章加上一個編者注，表示Essjay其實是一位住在肯塔基州的24歲學生，從未擁有任何大學學位。此聲明一出，除了在維基百科社群引發熱烈討論外，其它傳媒也紛紛報導此事。
傳聞Essjay只是倚賴《天主教达人迷》（Catholicism for Dummies）之類的書編輯宗教條目，他謊稱學歷一事被揭發後，他本人在用戶頁表示將會離開維基百科，亦辭去在Wikia的職位。

## 外部連結
- 《紐約客》2006-07-31號刊登的KNOW IT ALL. Can Wikipedia conquer expertise?（页面存档备份，存于）